# Anneli Cahn-Lax
Anneli Cahn-Lax (ur. 23 lutego 1922 w Katowicach, zm. 24 września 1999 w Nowym Jorku) – amerykańska matematyczka pochodzenia żydowskiego.
Jej ojciec był chirurgiem. Rodzina przeniosła się do Berlina w 1929 roku, a następnie do Paryża, potem do Palestyny, a w 1935 roku do Nowego Jorku. Anneli uzyskała tytuł licencjata w Adelphi College w 1942 roku, a w 1955 r. obroniła doktorat z matematyki na Uniwersytecie Nowojorskim na podstawie rozprawy „Cauchy’s Problem for a Partial Differential Equation with Real Multiple Characteristics” pod kierunkiem Richarda Couranta.
Była profesorem matematyki Instytucie Nauk Matematycznych Couranta przy Uniwersytecie Nowojorskim. Znana jest również jako redaktorka serii Anneli Lax New Mathematical Library, której celem było uczynienie matematyki dostępną dla przeciętnego czytelnika, przy zachowaniu technicznej precyzji. Rozpoczęta w 1961 roku seria obejmuje 36 tomów wydanych do 1995 roku.
W 1977 roku otrzymała Nagrodę George’a Pólyai za artykuł pt. „Linear Algebra, A Potent Tool”. W 1980 roku przygotowała kurs wyrównawczy z matematyki „Mathematical Thinking” dla studentów pierwszego roku studiów. Kurs prezentował matematykę jako zbiór problemów do analizy i rozwiązania, a nie jedynie jako zestaw faktów. Wspólnie z Johnem Devine pracowała z nauczycielami w szkołach w Nowym Jorku, aby wprowadzić opracowane przez nią metody. Jej celem było zmienienie postrzegania matematyki jako czegoś więcej niż tylko zbiór reguł i przepisów, a jako proces myślenia i analizy.
Była żoną Petera Laxa, którego poznała podczas kursu Couranta na temat zmiennych zespolonych.